# 朱友恭
朱 友恭（しゅ ゆうきょう、? - 905年）は、後梁の初代皇帝の朱全忠の仮子。もとの姓は李で、名は彦威。寿州寿春県の人。
軍事的才能に長けていたが、人格的に問題があった。また、朱全忠の長男の朱友裕と仲が悪かった。

## 生涯
若いころから仮父に従軍して、戦功を挙げて諸軍都指揮使・建康左僕射となった。さらに汝州刺史を授かり検校司空に任じられ、都虞候に封じられた。
しかし892年、石仏山で敵対した泰寧軍節度使の朱瑾が敗走すると、朱友恭は氏叔琮とともに、故意に朱瑾を見逃したと朱全忠を批判した。激怒した朱全忠は朱友恭の兵権を剥奪しようとした。このとき使者が誤って朱友恭ではなく、朱友裕のもとに朱全忠の書信を渡した。これを見た朱友裕は不安になったが、これは張夫人（朱友貞の生母）が手を差し伸べて、子の朱友裕を懸命に助命したので解決されたが、以降、朱全忠は仮子の朱友恭を疎み始めた。
光化初年に淮南地方に反乱が起こり、鄂渚を陥落されると、朱全忠は朱友恭に数万の軍勢を与えて派遣させ、朱友恭は龍沙・九江を鎮圧して大いに名を挙げた。
さらに、黄州を攻略して付近の城を陥落させて、賊将の瞿章を捕らえて数万の敵兵を捕虜とした。その帰還中の安州を経て、突如に安州刺史の武瑜を襲撃してこれを殺害して、その民を傘下に収めた。この戦功で、朱友恭は潁州刺史に累進し、検校司徒となった。
天祐初年、唐の昭宗が長安から洛陽に遷都すると、左龍武都統に任命され、右龍武都統の氏叔琮とともに宮中を護衛した。
904年、朱全忠は昭宗の監視をその朱友恭と氏叔琮に任せ、その一方で腹心の枢密使の蒋玄暉と参謀の李振を派遣し、朱友恭らと昭宗の暗殺の計画を練った。朱全忠は自分を誹謗した朱友恭を破滅させようと、機会を伺っていたのである。その結果、刺客の史太が昭宗を暗殺した。間もなく朱全忠は昭宗の棺の前で「陛下を害したのは仮子の友恭の仕業です。私が責任を取って、友恭と氏叔琮を誅いたします」と慟哭し、朱友恭と氏叔琮に罪を着せた。同時に長安で朱友恭の軍勢が略奪行為をしたため、朱全忠は彼らを逮捕して、投獄した。やがて朱友恭は仮子を解かれて、元の李彦威に戻り、崖州司戸として左遷すると発表され、長安で処刑された。
『新五代史』が引く張廷範の言によると、朱友恭の最期の言葉は「俺を捨て駒にして、天下の誹りを回避しようとしたのだ。鬼神よ！いかんせん、このような行為をして、朱家の子孫が存続すると思うのか？」と叫んだという。同時に氏叔琮も白州司戸に左遷と発表され、朱友恭と共に処刑された。